# Il piccolo regno di Ben e Holly
Il piccolo regno di Ben e Holly è una serie animata britannica per i bambini in età prescolare ambientato in un magico regno incantato, popolato da fate, elfi e insetti.
È trasmesso da emittenti con il marchio Nickelodeon o Nick Jr. in Europa, Africa, Asia, Medio Oriente e America Latina. In Italia è trasmesso da Nick Jr. e Rai Yoyo. I creatori della serie sono Neville Astley e Mark Baker e il produttore Phil Davies della Astley Baker Davies.
La serie è incentrata sulle avventure di Ben e Holly, un elfo e una fatina che, pur essendo molto diversi, sono grandi amici e trasformano qualunque situazione in qualcosa di simpatico e divertente.

## Trama
(Intro di ogni episodio)
Ben e Holly sono un elfo e una fatina. Assieme alle frenetiche sorelline Daisy e Poppy, allo sbadato Re Cardo, al severo Vecchio Saggio Elfo e agli altri personaggi, i bambini impareranno ad affrontare con il sorriso e sempre da un punto di vista positivo, tutti i piccoli contrattempi che si incontrano ogni giorno nella vita.

## Personaggi
- Ben l'elfo: Piccolo elfo, protagonista. È un bambino di carnagione chiara, capelli ramati; indossa un completo blu e un cappello a punta. Vive straordinarie avventure insieme alla sua migliore amica Holly e agli altri abitanti del piccolo Regno. Abita nel Grande Albero degli Elfi, in un appartamento, insieme ai suoi genitori. È l'alunno del Vecchio Saggio Elfo della scuola degli elfi. Molto spesso usa Gastone per volare. Come il Vecchio Saggio Elfo, odia la magia. Tuttavia, nell'episodio, Ben & Holly crescono, cresce grazie alla magia di Holly e sembra essere felice dell'incantesimo. Come la sua amica è un po' timido e infatti quando gli si fa un complimento arrossisce e prova imbarazzo. Gli piace Holly. In un episodio come si può vedere quando quest'ultima torna dalla lezione di scienze sulla natura dopo aver imparato tutto sulle rane, il vecchio saggio elfo gli dà un compito da fare, imparare come nascono e crescono i girini fino a diventare rane e quando sono cresciute lei dà loro dei nomi: uno di loro lo chiama Ben come il suo amico elfo; pronuncia questo nome davanti a lui, facendolo arrossire, oppure quando per sbaglio urla nella biblioteca degli elfi o quando sua madre gli ha fatto un complimento. Doppiato da Federico Zanandrea (primo doppiaggio, stagione 1) e da Edoardo Miriantini (ridoppiaggio stagione 1 e stagione 2).
- Principessa Holly: Principessa delle fate, protagonista. È figlia del Re Cardo e della Regina Cardo. È una bambina di carnagione chiara, lunghi capelli biondi; indossa un abito rosa. È la migliore amica di Ben. È l'alunna di Tata Susina, che le insegna tutti gli incantesimi. Ha due sorelle gemelle più piccole di nome Daisy e Poppy. In alcuni episodi sembra intendere di non averne bisogno, ma in realtà gli vuole molto bene. Ha la stessa età di Ben e Lucy (6 anni). È un po' timida come si vede in alcuni episodi, infatti ogni volta che le si fa un complimento arrossisce. Le piace Ben. Doppiata da Tiziana Martello (primo doppiaggio stagione 1) e da Vanessa Lonardelli (ridoppiaggio stagione 1 e stagione 2).
- Gastone: Coccinella amica di Ben ed Holly. Vive in una casetta a forma di sasso, molto disordinata. Partecipa alle mille avventure di Holly e Ben. In un episodio si scopre che la sua casetta è anche la sua "elfomobile", cioè il rifugio segreto della "ragazza fata" e dell'"uomo elfo", cioè le identità segrete di Ben e Holly.
- Lucy: Bambina della "gente grande", amica di Ben e Holly. È un'amica molto fidata di tutte le fate e gli elfi, uno dei pochi esseri umani a conoscenza di queste creature.
- Signor Elfo: padre di Ben, è il postino del piccolo regno. Era un marinaio, ma le sue barche sono state mangiate dal grande e grosso Barry. Ama il lavoro e odia rilassarsi.
- Signora Elfo: madre di Ben. È molto ripetitiva e adora le feste.
- Vecchio Saggio Elfo: È un vecchio elfo, direttore della fabbrica di giocattoli dell'albero degli elfi, nonché professore della scuola degli elfi. Vista la sua infinita saggezza, tutti gli chiedono consigli. Odia la magia dicendo che con essa si combina solo guai. In un episodio ha ammesso che il motore degli elfi, che fa funzionare tutto all'interno della fabbrica è alimentato appunto dalla magia, che non inquina e funziona sempre, a meno che la luna non sia blu. Il vecchio saggio elfo molto spesso litiga con Tata Susina. In un episodio si scopre che si chiama Cedric e, quando ancora adorava la magia, era compagno di scuola di nonna Cardo. Doppiato da Mario Scarabelli (primo doppiaggio, stagione 1).
- Re Cardo: È il Re del Piccolo Regno, padre di Holly, Daisy e Poppy e marito della Regina Cardo. Odia gli animali e i compleanni. Doppiato da Oliviero Corbetta (primo doppiaggio, stagione 1) e da Mario Brusa (ridoppiaggio stagione 1 e stagione 2).
- Regina Cardo: È la Regina del Piccolo Regno, madre di Holly, Daisy e Poppy e moglie del Re Cardo. Una donna gentile e affascinante. Prepara dolci disgustosi: torte molto appiccicose e biscotti idrorepellenti. Doppiata da Stefania De Peppe (primo doppiaggio, stagione 1) e da Germana Pasquero (ridoppiaggio stagione 1 e stagione 2).
- Tata Susina: Governante del piccolo castello ed insegnante di Holly. È un'eccellente cuoca anche se molto spesso combina guai con la gelatina magica. Quando spesso litiga con il Vecchio Saggio Elfo lo trasforma in un rospo. È un po' sconsiderata e competitiva e, anche se non lo vuole far sapere è ossessionata dalla gelosia per la sua bacchetta magica. È disgustata dal romanticismo di Barbarossa, l'elfo pirata. Anche lei a volte arrossisce quando le fanno un complimento. Doppiata da Cinzia Massironi (primo doppiaggio, stagione 1) e da Cristina Giolitti (ridoppiaggio stagione 1 e stagione 2).
- Daisy e Poppy: Le due gemelle sorelle di Holly. Sono molto vivaci e quando usano la magia combinano dei disastri. Adorano Nonna Cardo. Amano fare lezione con la Signora Foderingil, la loro insegnante ma, a causa della loro irrequietezza, con la magia la spediscono in posti sconosciuti. Hanno degli amici chiamati Ortica, Lampone e Tarquinio.
- Mamma di Lucy: È la mamma di Lucy. In un episodio si scopre che da piccola era a conoscenza dell'esistenza delle fate e degli elfi, ed era amica di Tata Susina e Re Cardo. In tale episodio viene anche rivelato il suo vero nome, Sally.
- Papà di Lucy: È il papà di Lucy. In un episodio esprime il desiderio di costruire una fattoria nella zona dove sorge sia il Piccolo Castello che l'Albero degli elfi, ma quando le fate e gli elfi si riveleranno a lui, deciderà di costruire la sua fattoria altrove. Nega l'esistenza delle fate e degli elfi. Sembra spaventato da queste creature.
- Babbo Natale: È l'uomo che nella notte di Natale consegna i regali ai bambini. I regali sono creati nella fabbrica di giocattoli dell'albero degli elfi con le operazioni guidate dal Vecchio Saggio Elfo.
- Barbarossa: È un elfo con vocazione di pirata. È innamorato follemente di Tata Susina. È figlio del Vecchio Saggio Elfo e ha come fratelli Capitan Spigola e un elfo Vichingo.
- Il grande e grosso Barry: Grosso pesce ghiotto di barche con a bordo il signor Elfo. In realtà non è cattivo: si comporta così perché si sente solo e triste.
- Gnomo: È uno gnomo prepotente, grande e grosso che non piace a nessuno, pur non facendolo apposta e che ama mangiare. In un episodio si scopre che in realtà è il Re Leopoldo e ammalia i Calendula.
- Strega: È una vecchia strega che abita nella foresta in una casetta disordinata. I suoi poteri sono molto forti e non ha buoni rapporti con Tata Susina. È molto affezionata alla sua casa.
- Re e Regina Calendula: Sono altri due sovrani del Piccolo Regno. Sono molto ricchi e snob e per questo prendono in giro il Re e la Regina Cardo.
- Fragolina: È una fatina, figlia del Sindaco del Paese delle fate e della Fata Veterinaria. È la migliore amica di Holly.
- Violetta: Altra amica di Holly, è la fatina più brava alla Scuola di Magia; è un po' vanitosa.
- Rosy: È una fatina dalla carnagione scura, parla poco e il suo carattere non sembra essere ben definito.
- Barnaby: È un elfo, il migliore amico di Ben, adora ballare ed è simpatico e anche un po' furbo.
- Fiore: Amica di Holly, è la vittima preferita degli scherzi di Daisy e Poppy, perché come la maestra d'asilo, la Signorina Foderingil, è molto ingenua, candida e credulona.
- Jake: Altro amico elfo di Ben, molto intelligente e porta gli occhiali.
- Signora Foderingil: È la maestra delle pestifere gemelle Cardo. È molto molto ingenua, credulona e candida. In ogni episodio in cui compare, insieme alla sua classe della scuola materna di cui fanno parte anche Daisy e Poppy, le piccole fate e i piccoli elfi la fanno scomparire e gli adulti dicono che "sono rimaste solo le sue scarpe", ma, per fortuna, alla fine di ogni episodio ricompare, senza mai però imparare la lezione.
- Signora Fico: È l'insegnante della scuola di magia, la quale viene spesso chiamata "Signora Ficus", con suo grande fastidio. Sostiene di odiare la magia poiché, a detta sua, porta solo guai.
- Signorina Biscotto: È l'insegnante di Lucy e i suoi amici.

## Luoghi
- Grande Albero degli Elfi: è l'albero in cui vivono tutti gli elfi, compreso Ben e il vecchio saggio elfo.
- Piccolo Castello: è il castello dove vivono Holly, le sue sorelle, il Re e la regina Cardo e Tata Susina.
- Prato: è il luogo dove Ben, Holly e i loro amici si divertono a giocare.
- Villaggio delle fate: è un piccolo villaggio di funghi velenosi. Dentro ci vivono tutte le fate, a parte Holly e la sua famiglia. Il Sindaco del Paese delle fate è il padre di Fragolina.
- Miniera dei Nani: è il luogo dove i Nani vanno a cercare oro e pietre preziose.
- Tana di Gastone: è il luogo dove vive Gastone. Si trova in mezzo al Prato. In un episodio si scopre che è anche l'elfocaverna.
- Casa di Lucy: è la casa dove vivono Lucy ed i suoi genitori. È in mezzo ad una foresta vicino al Piccolo Regno.
- Il Regale campo da golf: è il campo da golf della famiglia reale.

## Episodi
| Stagione         | Episodi | Prima TV UK | Prima TV Italia |
| ---------------- | ------- | ----------- | --------------- |
| Prima stagione   | 52      | 2009-2011   | 2009-2011       |
| Seconda stagione | 52      | 2012-2013   | 2014            |

### Prima stagione
| n° | Titolo                                                                                  | Titolo (originale)         |
| -- | --------------------------------------------------------------------------------------- | -------------------------- |
| 1  | Il Picnic reale - Il regale picnic delle fate                                           | The Royal Fairy Picnic     |
| 2  | Gastone la coccinella                                                                   | Gaston the Ladybird        |
| 3  | La bacchetta magica di Holly                                                            | Holly's Magic Wand         |
| 4  | La fattoria degli elfi                                                                  | The Elf Farm               |
| 5  | Daisy & Poppy                                                                           | Daisy and Poppy            |
| 6  | La teiera della Regina Cardo                                                            | Queen Thistle's Teapot     |
| 7  | Il Principe Ranocchio                                                                   | The Frog Prince            |
| 8  | Tutti gli impegni del re - Gli impegni del Re                                           | The King's Busy Day        |
| 9  | Giochi e divertimento                                                                   | Fun and Games              |
| 10 | Re Cardo non sta bene                                                                   | King Thistle Is Not Well   |
| 11 | L'uovo perduto                                                                          | The Lost Egg               |
| 12 | I giochi degli elfi                                                                     | The Elf Games              |
| 13 | La lezione di Tata Susina                                                               | Nanny Plum's Lesson        |
| 14 | La fabbrica degli Elfi                                                                  | The Elf Factory            |
| 15 | La Strega - La signora strega                                                           | Mrs Witch                  |
| 16 | Il Giorno degli Scherzi - Il giorno degli scherzi degli Elfi                            | Elf Joke Day               |
| 17 | I nuovi vestiti di Re Cardo - I nuovi abiti di Re Cardo                                 | King Thistle's New Clothes |
| 18 | La scuola degli elfi                                                                    | Elf School                 |
| 19 | Il campo da golf - Il regale campo da golf                                              | The Royal Golf Course      |
| 20 | Mattina, mezzogiorno e sera - Mattina, mezzogiorno e notte                              | Morning, Noon and Night    |
| 21 | Gastone al castello delle fate - La visita di Gastone                                   | Gaston's Visit             |
| 22 | Una giornata al mare - Gita al mare                                                     | A Trip to the Seaside      |
| 23 | Un biglietto di auguri per Ben - Il biglietto di auguri di Ben                          | Ben's Birthday Card        |
| 24 | Le stelle - Libri                                                                       | Books                      |
| 25 | Betty il bruco - Il bruco Betty                                                         | Betty Caterpillar          |
| 26 | La Regina Holly                                                                         | Queen Holly                |
| 27 | La Fata Dentina - La fatina del dentino                                                 | Tooth Fairy                |
| 28 | Il mulino a vento degli Elfi                                                            | The Elf Windmill           |
| 29 | La banda degli Elfi                                                                     | The Elf Band               |
| 30 | La collina delle formiche                                                               | The Ant Hill               |
| 31 | Barbarossa l'elfo pirata                                                                | Redbeard the Elf Pirate    |
| 32 | I girini - Girini                                                                       | Tadpoles                   |
| 33 | Le mucche - Mucche                                                                      | Cows                       |
| 34 | Il giorno libero della Regina Cardo - La giornata libera della Regina Cardo             | Queen Thistle's Day Off    |
| 35 | La lezione di scienze - Lezione di scienze naturali                                     | Nature Class               |
| 36 | Il robot giocattolo                                                                     | The Toy Robot              |
| 37 | Il grande Barry                                                                         | Big Bad Barry              |
| 38 | Il compleanno di Re Cardo                                                               | King Thistle's Birthday    |
| 39 | La Fabbrica delle bacchette magiche - La fabbrica di bacchette magiche                  | The Wand Factory           |
| 40 | Il campeggio - In campeggio                                                             | Camping Out                |
| 41 | Una Cena Speciale - Una cena in compagnia                                               | Dinner Party               |
| 42 | Il picchio                                                                              | The Woodpecker             |
| 43 | Il Cucciolo di Daisy & Poppy - Il criceto di Daisy & Poppy                              | Daisy and Poppy's Pet      |
| 44 | Il razzo spaziale - Il razzo degli Elfi                                                 | The Elf Rocket             |
| 45 | Picnic sulla luna - Un picnic sulla luna                                                | Picnic on the Moon         |
| 46 | Il picnic di Lucy                                                                       | Lucy's Picnic              |
| 47 | La Giornata delle Ghiande - Il giorno delle ghiande                                     | Acorn Day                  |
| 48 | Il sottomarino degli Elfi                                                               | The Elf Submarine          |
| 49 | Il castello del re e della regina Calendula - In visita dal Re e dalla Regina Calendula | Visiting the Marigolds     |
| 50 | La festa                                                                                | The Party                  |
| 51 | La neve - Neve                                                                          | Snow                       |
| 52 | Tutti al Polo Nord - Il Polo Nord                                                       | The North Pole             |

### Seconda stagione
| n° | Titolo italiano                          | Titolo (originale)                                          |
| -- | ---------------------------------------- | ----------------------------------------------------------- |
| 1  | Giganti nel prato                        | Giants in the Meadow                                        |
| 2  | La scuola di magia                       | Mrs Fig's Magic School                                      |
| 3  | I compagni di gioco                      | Daisy and Poppy's Playgroup                                 |
| 4  | Il giorno senza magia                    | No Magic Day                                                |
| 5  | Spie                                     | Spies                                                       |
| 6  | Tempi Duri                               | Hard Times                                                  |
| 7  | Una scuola per Gastone                   | Gaston Goes to School                                       |
| 8  | Pronto intervento Elfi                   | Elf Rescue                                                  |
| 9  | A scuola con Lucy                        | Lucy's School                                               |
| 10 | Il cucciolo di drago                     | Baby Dragon                                                 |
| 11 | Bambola Susina                           | Dolly Plum                                                  |
| 12 | La città perduta                         | The Lost City                                               |
| 13 | La stella cadente                        | The Shooting Star                                           |
| 14 | L'esame di magia                         | Nanny's Magic Test                                          |
| 15 | Gastone al salvataggio                   | Gaston To The Rescue                                        |
| 16 | La gita scolastica                       | Miss Cookie's Nature Trail                                  |
| 17 | La nuova bacchetta                       | The New Wand                                                |
| 18 | Supereroi                                | Superheroes                                                 |
| 19 | Pulizie di primavera                     | Mrs Witch's Spring Clean                                    |
| 20 | La raccolta della frutta                 | The Fruit Harvest                                           |
| 21 | Zio Gastone                              | Uncle Gaston                                                |
| 22 | Magia idraulica                          | Plumbing                                                    |
| 23 | Ben e Holly crescono                     | Big Ben and Holly                                           |
| 24 | Gemelline scatenate                      | Daisy and Poppy Go Bananas                                  |
| 25 | Il signor Elfo si prende una vacanza     | Mr Elf Takes A Holiday                                      |
| 26 | Il miele delle api                       | Honey Bees                                                  |
| 27 | Pigiama Party                            | Lucy's Sleepover                                            |
| 28 | Il maneggio                              | Miss Jolly's Riding Club                                    |
| 29 | Primavera                                | Springtime                                                  |
| 30 | Il tesoro dei pirati                     | Pirate Treasure                                             |
| 31 | Gastone dal veterinario                  | Gaston Goes To The Vet                                      |
| 32 | Nonna e Nonno                            | Granny and Granpapa                                         |
| 33 | La miniera dei nani                      | The Dwarf Mine                                              |
| 34 | La festa degli elfi e delle fate         | Lucy's Elf and Fairy Party                                  |
| 35 | Il pianeta Bong (prima parte)            | Planet Bong                                                 |
| 36 | Il pianeta Bong (seconda parte)          | Planet Bong - Episode 2                                     |
| 37 | I dolci della regina                     | The Queen Bakes Cakes                                       |
| 38 | La sfida delle streghe                   | The Witch Competition                                       |
| 39 | Viaggio al centro della Terra            | Journey to the Centre of the Earth                          |
| 40 | L'arcobaleno                             | Redbeard's Rainbow                                          |
| 41 | I volpacchiotti                          | Fox Cubs                                                    |
| 42 | Scambio di lavori                        | Nanny Plum And The Wise Old Elf Swap Jobs For One Whole Day |
| 43 | Una persona importante                   | The Very Important Person                                   |
| 44 | Bunty II                                 | Bunty II                                                    |
| 45 | Gastone si è perso                       | Gaston Is Lost                                              |
| 46 | Le galline del West                      | Chickens Ride West                                          |
| 47 | La sirena                                | The Mermaid                                                 |
| 48 | Visita al museo                          | Daisy and Poppy's Trip To The Museum                        |
| 49 | La festa del papà                        | Father's Day                                                |
| 50 | Il compleanno di Gastone                 | Gaston's Birthday                                           |
| 51 | Il Natale di Ben e Holly (prima parte)   | Ben and Holly's Christmas – Part 1                          |
| 52 | Il Natale di Ben e Holly (seconda parte) | Ben and Holly's Christmas – Part 2                          |

## Doppiaggio inglese
- Ben: Preston Nyman
- Holly: Sian Taylor
- Re Cardo: Ian Puleston-Davies
- Regina Cardo: Sara Crowe
- Tata Susina: Sarah Ann Kennedy
- Signora Elfo: Judy Flynn
- Signor Elfo: John Sparkes
- Vecchio Saggio Elfo: David Graham
- Barnaby: Stanley Nickless
- Violetta: Lucy Moss
- Jake: Jonny Butler
- Fragolina: Zara Siddiqi
- Re Calendula: John Sparkes
- Regina Calendula: Morwenna Banks
- Barbarossa: David Rintoul

## Doppiaggio italiano
- Prima Stagione
- Ben: Federico Zanandrea
- Holly: Tiziana Martello
- Re Cardo: Oliviero Corbetta
- Regina Cardo: Stefania De Peppe
- Tata Susina: Cinzia Massironi
- Signor Elfo: Claudio Ridolfo
- Vecchio Saggio Elfo: Mario Scarabelli

Edizione italiana: Floriana Campanella (Nickelodeon)
Doppiaggio: DREAM & DREAM - Milano
Direzione del doppiaggio: Marcello Cortese
Fonici di mix: Enzo Caterino e Michele Conti
- Ridoppiaggio stagione 1 e stagione 2
- Ben⁚ Edoardo Miriantini
- Holly: Vanessa Lonardelli
- Re Cardo: Mario Brusa
- Regina Cardo: Germana Pasquero
- Tata Susina: Cristina Giolitti

Doppiaggio: Videodelta - Torino
Direzione del doppiaggio: Mario Brusa
Dialoghi italiani: Emanuela Silvestre, Paola Gianninetto